# Eupithecia olympica
Eupithecia olympica är en fjärilsart som beskrevs av Toulechkoff 1951. Eupithecia olympica ingår i släktet Eupithecia och familjen mätare. Inga underarter finns listade i Catalogue of Life.